# Hochalpsee
Der Hochalpsee ist ein 1970 Meter hoch gelegener Gebirgssee bei Baad im österreichischen Teil der Allgäuer Alpen. Die  Ufer des 0,85 Hektar großen und nährstoffarmen Sees sind Standorte der gefährdeten Arten Fieberklee und Sumpf-Blutauge.

## Lage und Umgebung
Der Hochalpsee befindet sich auf dem Gemeindegebiet von Mittelberg im österreichischen Bundesland Vorarlberg. Nach Nordosten ragt über ihm der Große Widderstein (2533 m) mit einer mächtigen Hauptdolomit-Schutthalde empor. Im Süden liegt der Seekopf, ein 2039 Meter hoher Gipfel. Den See umgeben die Almen der Hochalp-Alpe.

## Geologie
Die Umgebung, in die der See eingebettet ist, wird aus den Gesteinen der sogenannten Kössener Schichten gebildet. Diese Schichtfolge aus dunklen Mergeln und gelblich-dunklen Kalken verwittert leicht und bildet dabei lehmige, wasserstauende und quellreiche Böden.

## Natur
Den Ostrand des Sees bildet in einer Verlandungszone ein Schnabelseggenried (Caricetum rostratae), das aus Schnabel-Seggen aufgebaut ist. In ihm findet sich die seltene Art des Fieberklees (Menyanthes trifoliata), dessen Standort hier als relativ hochgelegen angesehen wird. Nach Südosten geht dieses in ein Kleinseggenried über, in dem sich Scheuchzers Wollgras findet. Am Südufer wachsen Sumpfdotterblumen.

## Zugang
Der See liegt am Wanderweg zwischen dem Hochalppass (1938 m) und der Widdersteinhütte (2009 m), von dem der Normalweg zum Großen Widderstein abzweigt. Erreicht wird der Hochalppass vom Hochtannbergpass (1676 m) und von der Ortschaft Baad im Kleinwalsertal.